# Principal Charming
"Principal Charming" är avsnitt 14 från säsong två av Simpsons. Avsnittet sändes på Fox i USA den 14 februari 1991. I avsnittet vill Marges syster Selma skaffa en make och Marge får Homer att leta efter en man som hon kan dejta. Han bestämmer sig för att Selma ska dejta rektor Skinner men han blir istället kär i hennes tvilling Patty. Avsnittet skrevs av David M. Stern och regisserades av Mark Kirkland. Avsnittet innehåller referenser till bland annat Studie i brott, Borta med vinden och Ringaren i Notre Dame. Avsnittet var det mest sedda på Fox under veckan.

## Handling
Patty och Selma går på en arbetskamrats bröllop, detta får Selma att inse att hon också vill ha en man och hon ber sin syster Marge om hjälp. Marge tvingar sin make Homer att hitta någon som vill dejta henne. Nästa dag förstör Bart skolans gräsmatta med ett frätande ämne, vilket leder till att rektorn följer med Bart hem för ett samtal med hans föräldrar. Homer tycker då att rektorn Skinner är en passande person för att dejta Selma. Han bjuder hem honom på middag, och även sina svägerskor. På middagen blir Skinner kär men inte i Selma som var meningen utan i Patty.
Skinner börjar dejta Patty efter att Selma accepterat detta, eftersom Patty inte dejtat en man på 25 år. Patty är ganska frånvarande och visar inte så stor förälskelse i Skinner under deras dejter. Men efter några kvällar ser Selma när de kysser varandra och hon inser att de är förälskade. Bart börjar utnyttja att Skinner är kär i hans moster och vandaliserar skolan utan att han bryr sig. Skinner får kärlekstips av Bart och berättar för honom att han ska fria till Patty. Selma har börjat dejta Homers kompis Barney men hon blir inte kär i honom, och när hon får reda på av Bart att de ska förlova sig blir hon ledsen. Skinner tar med Patty till skolans klocktorn och friar till henne genom att visa henne att han skrivit "Marry Me, Patty" (Gift dig med mig, Patty) i gräset. Patty säger då till Skinner att hon inte kan gifta sig eftersom hon har en tvilling och inte vill lämna henne för någon annan. Han förstår och får sitt hjärta krossat, Patty åker sedan och hämtar Selma från dejten med Barney. Selma blir glad, Skinner och Barts relation blir som förr igen och Skinner tvingar Bart att återställa gräsmattan.

## Produktion
Avsnittet skrevs av David M. Stern och regisserades av Mark Kirkland. Stern ville skriva ett avsnitt om Marges systrar men producenten Mike Reiss trodde att det skulle vara svårt att skriva det då ingen av författarna har en relation till tvillingar men Stern ville ge det en chans och skrev ett manus. Eftersom avsnittet handlar om en kärlek fick avsnittet sändas på Alla hjärtans dag under 1991, vilket var en tid efter att avsnittet var färdigt.
I avsnittet medverkar vaktmästare Willie för första gången, när han planterar skolans gräsmatta. Det var Dan Castellaneta som fick göra rösten och han valde att han skulle bli en skotte efter att först ha provat att ge honom en spansk och svensk accent. Från början var han tänkt att medverka endast i detta avsnitt, men han fick medverka i fler avsnitt. Enligt Matt Groening fick Willie bli en parodi på Angus Crock, och Jimmy Finlayson. Castellaneta fick också göra rösten till Squeaky-voiced teen, och han baserade honom på Walter Denton. Hans Moleman fick också medverka för första gången och hans röst gjordes även den av Castellaneta. Hans Molemans namn syftar på att han har en mullvad (mole).